# Konstantin pápa
Konstantin (latinul: Constantinus), (664 – Róma, 715. április 9.) volt a 88. pápa a világtörténelem során 708. március 25-től. Bő hétéves pontifikátusa alatt Konstantinápolyban három császár is trónra került. Sikerült megegyezni II. Jusztinianosszal a Trullói zsinatról, de hamarosan még a hatodik egyetemes zsinatot sem fogadta el az új uralkodó. A trónviszályok gyakran fenyegették Rómát és benne Constantinust is. Az itáliai egyház hatásköreibe is bele kellett szólnia.

## Élete
Szír családból származott. Apját Jánosnak hívták. A család az arabok hódításai elől menekült el a biztonságos Itáliába. A papi hivatást választva évek múltán Agaton pápa szubdiakónussá szentelte fel. Ekkor az egyházfő utasítására Konstantinápolyba utazott, ahol Agatho érdekeit képviselte a hatodik egyetemes zsinaton. Barátságos természete a gyakorlatban és diplomáciában ügyes talpraesettséggel párosult. Ennek bizonyítékát már a konstantinápolyi zsinaton is tapasztalhatták, így nem csoda, hogy Sziszinniusz pápa halála után a római zsinat 708. március 25-én Konstantint választotta meg a keresztény egyház legfőbb vezetőjének.
Pontifikátusának kezdetén kiújultak a ravennai egyházmegye önállósodási törekvései. A császári központ érseke, Félix a világi hatalomra támaszkodva megpróbálta önállósítani magát az Apostoli Szentszék uralma alól. Constantinusnak nem sikerült megbékíteni az engedetlen érseket. Uralkodása alatt zarándokként érkezett udvarába két angol-szász király kíséretével. Coenred, Mercia uralkodója és Offa, a keleti szászok, vagyis Essex királya Rómában személyesen akarták elnyerni a kereszténységet, és tárgyalni országuk térítéséről. Konstantin főleg a szerzetesi hatáskörről beszélt nekik. Szent Egwin, Worcester püspöke a két uralkodó kíséretében volt, és sikerült több előjogot is szereznie kolostora számára. (Bár ezek némelyikéről később kiderült, hogy hamisak.)
Konstantin pontifikátusának legfontosabb eseményei nem a nyugati egyházhoz kötődnek, hanem a konstantinápolyi udvarhoz. A 704-ben trónjára visszaemelt II. Jusztinianosz már majdnem 20 esztendeje hiába próbálkozott a római pápákkal elfogadtatni a 692-es Trulloi vagy Quinisext zsinat döntéseit. A zsinat több ponton ellent mondott Róma katolikus hitének, így például elismerte a papok nősülési jogát, ha felszentelésük előtt kötöttek házasságot. Ettől sokkal fontosabb döntés volt a pátriárka jogainak kiszélesítése, aki így ugyanolyan jogokkal rendelkezett, mint a római pápák. Miután Justinianusnak sikerült némileg stabilizálni trónját és birodalmát, levelet küldött Konstantinnak, amelyben utasította az egyházfőt, hogy menjen Konstantinápolyba. Ugyan ismerték Rómában a császári módszereket, mégis a pápa 709-ben több püspökével és számos klerikussal útnak indult a császári főváros felé. Justinianus megparancsolta embereinek, hogy ahol csak kiköt Konstantin hajója, ugyanolyan fogadtatásban részesítsék, mintha ő maga érkezne meg. Hatalmas pompával és tisztelettel fogadták az egyházfőt és kíséretét Konstantinápolyban, és hamarosan Nikomédiába vitték őket, ahol Justinianusnak volt nyaralója. A valamikor zord módszerekkel kormányzó császár most térdre borult a pápa előtt és megcsókolta annak lábait. Hitesküben biztosította Konstantint igaz hitéről, majd megkérte a pápát, hogy rendezzék kapcsolataikat, amely a Trulloi zsinat óta megromlott. Az egyházfő elismerte a zsinat 102 kánonának azon részeit, amelyek nem sértették Róma érdekeit és a katolikus hitet. Némi vita után a császár megelégedett ennyivel, és 711-ben a pápai legátus elhagyta Bizáncot. Októberben ért vissza Rómába Konstantin. Sikerét alig tudta elkönyveltetni írnokaival és azt a nyugati klérus tudomására hozni, amikor 711 novemberében Konstantinápolyban ismét trónviszályok törtek ki. II. Jusztinianoszt megölték, és helyére Philippikosz, a sereg egyik tisztje lépett.
Az új császár monothelétista nézeteket vallott, és ezért levélben közölte a pápával, hogy nem fogadja el a hatodik egyetemes zsinat egyetlen döntését sem, mert az eretneknek nevezi a monotheletizmus tanait. Philippikosz felégette a gyűlés dokumentumait és az összes képet, mozaikot összetörte, amely a zsinatot ábrázolta. Levelében azt is követelte Konstantintól, hogy ő is ítélje el a konstantinápolyi zsinatot, és lépjen unióra a monothelétistákkal. A pápa elutasította a császár akaratát, sőt, a Szent Péter-bazilika porticóját a hatodik egyetemes zsinat képeivel díszítették fel. Ezen felül a rómaiak nem vertek az új császár képmásával pénzt, és a hagyományok szerint nem állították fel szobrát a Palatinus dombon álló Sanct Caesarius kápolnában sem. A szent város engedetlensége annyira felbőszítette Philippikoszt, hogy azonnal új exarchát küldött Ravennába, aki seregei élén Rómába vonult. A városban harcok kezdődtek, és a pápa hiába próbálta megfékezni az erőszakot.
De 713-ban Philippikosz egyik titkára meggyilkolta a monotheletista uralkodót, és a trónra ült II. Anasztasziosz néven. Az új császár orthodox hitet vallott, és sietve visszahívta az exarcha csapatait Rómából, és levélben küldte el hitesküjét Konstantinnak. A hatodik egyetemes zsinat rendeleteit újra életbe léptette, és helyreállította elődje pusztításait. Az egyházfő hamarosan megkapta János pátriárka levelét is, amelyben a főpap szintén hitesküt tett, és saját felelősségét próbálta enyhíteni a 712-es monotheletista zsinat döntéseivel kapcsolatban.
A római nép jólétéért sokat dolgozott Konstantin, hiszen trónra lépésének évében és pontifikátusának első felében éhínség pusztította a város lakóit. Ezzel szemben uralkodásának második szakaszában bőség köszöntött az örök városra. Ekkor érkezett a pápai udvarba Benedek, Milánó érseke. Látogatásának legfőbb oka a paviai püspökök kinevezésének tisztázása volt. Régen a püspökök kinevezése a milánói érsek joga volt, azonban a lombard hódítás óta a pápák közvetlen hatásköre alá tartozott a város. Ennek oka lehetett, hogy az új hódítók Paviát tették meg birodalmuk központjának. Konstantin több hivatalos irattal támasztotta alá a pápák hatáskörének kiterjesztését Pavia városára. Ezt Benedek is elismerte.
715. április 9-én halt meg, testét a Szent Péter Bazilikában temették el.

## Művei
- Documenta Catholica Omnia (latin nyelven). (Hozzáférés: 2011. december 6.)